# 23 novembre 1988
Le mercredi 23 novembre 1988 est le 328e jour de l'année 1988.

## Naissances
- Abdoul Aziz Nikiema, cycliste burkinabé
- Anders Newbury, cycliste américain
- Andrew Talansky, coureur cycliste américain
- Billy Bakker, joueur néerlandais de hockey sur gazon
- David Chopin, coureur cycliste français
- En Huang, coureur cycliste chinois
- Jens Keukeleire, coureur cycliste belge
- Keith Thurman, boxeur américain
- Lars Vikan Rise, athlète norvégien
- Sarah Schermerhorn, joueuse de volley-ball américaine

## Décès
- Joe Schleimer (né le 31 mai 1909), lutteur canadien spécialiste de la lutte libre
- Kazem Sami Kermani (né en 1935), homme politique iranien
- Kenzō Masaoka (né le 5 octobre 1898), réalisateur d'animes japonais
- Ludwig Franzisket (né le 26 juin 1917), pilote de chasse allemand
- Renée Prévert (née le 11 juillet 1912), personnalité politique française
- Wieland Herzfelde (né le 11 avril 1896), éditeur et essayiste allemand

## Événements
- Sortie du film américain Fantômes en fête